# 瓦隆古码头
瓦隆古码头（葡萄牙語：Cais do Valongo）是一处位于巴西里约热内卢港口区域的古船坞遗址。
这处码头兴建于1811年，在此之后直到1831年颁布废奴法令期间，该码头一直被用于奴隶贸易（然而地下贸易一直延续到1888年）。在瓦隆古码头投入运转的二十年间，有50万至100万的黑奴在此登陆，被运送至南美洲。而巴西在整个大西洋奴隶贸易中一共接收了约490万自非洲来的奴隶。
1843年，码头被翻新，旨在迎接两西西里王国公主特雷莎·克里斯蒂娜的到来。她嫁予巴西皇帝佩德罗二世，成为了日后的巴西皇后。瓦隆古码头也因此被称为Cais da Imperatriz（皇后码头）。1850年至1920年间，被废弃的码头一带成为自由后的黑奴的活动聚集区，被称作Pequena África（小非洲）。

## 历史
直到18世纪70年代，黑奴被运送至里约热内卢通常是在一处名为“鱼滩”的地点登陆的，也就是今日的十一月十五日广场所在的位置，然后在城市中心的右侧大街（如今的三月一日大街所在处）进行贩卖。1744年，一项新的法令在时任巴西总督路易的倡议下出台，将奴隶贸易市场迁往瓦隆古地区，路易当时声称：“黑人们刚从非洲的海岸到达我们的港口，立马就在我们的城市中心穿堂过市，不仅携带着无数的疾病，而且还是赤身裸体，这种现状太糟糕了。”
在贸易市场搬迁至瓦隆古后，黑奴码头并未随即建成，当时的替代做法是将送达海关的奴隶卸下后立马装上小船运抵瓦隆古。1779年，奴隶贸易最终被安置在瓦隆古地区，在此地兴盛一时的景象于1808年葡萄牙王室迁至巴西之时达到顶点，直到1831年禁令下达，奴隶贸易才转至地下。
1808年葡萄牙王室迁至里约热内卢之后，这座城市的居民人口迅速从1.5万增长至3万，与此同时，瓦隆古码头的交通人流也快速翻番。然而直到1811年瓦隆古码头才被建成，自此从大西洋西送的黑奴在瓦隆古码头登陆。1811年到1831年间，50万至100万的非洲奴隶从此地登上南美洲大陆。19世纪20年代末，巴西的奴隶贸易量达到顶峰。里约热内卢当时即是一处重要的奴隶贸易站，而瓦隆古码头就是自安哥拉、东非以及西非中部而来的奴隶到达巴西最主要的大门，同时另外一些来自几内亚和西非其他地区的奴隶主要通过马拉尼昂州与巴伊亚州登上巴西海岸。
1831年，在英国推行废奴的压力下，跨大西洋的奴隶贸易被官方终止，瓦隆古码头也被关闭。奴隶贩子在此后将走私黑奴的活动转移到秘密的港口运作。
1843年，为了迎接特雷莎·克里斯蒂娜公主——也就是后来的巴西皇后，政府在瓦隆古码头建造了60厘米厚的路堤。到了1911年，在时任里约热内卢市长的弗朗西斯科·佩雷拉·帕索斯操刀的城区改革中，瓦隆古码头最终被掩埋。

## 重新发掘
2011年，作为里约热内卢港区振兴工程的一部分，在发掘工程发现了两处曾经的码头遗址——瓦隆古码头和皇后码头——后者建造于前者之上，而在这些遗址中，发现了大量来自于刚果、安哥拉和莫桑比克等地的饰品及祭器。巴西国家历史艺术遗产研究所和里约热内卢政府在发掘保护的同时将遗址申报联合国教科文组织世界遗产预备名录。2017年，瓦隆古码头在第41届世界遗产大会上审议通过，列入世界遗产名录。